# Гі-Бернгард Ле Танньо фон Сен-Поль
Гі-Бернгард Ле Танньо фон Сен-Поль (нім. Guy-Bernhard Le Tanneux von Saint Paul; 15 грудня 1916, Кенігсберг, Німецька імперія — 2 лютого 1943, Сталінград, РРФСР) — німецький офіцер, ротмістр вермахту. Кавалер Німецького хреста в золоті.

## Біографія
Гі-Бернгард був названий на честь свого дядька, який загинув 22 січня 1915 року в російському полоні під час Першої світової війни. З 1 вересня 1938 року — командир взводу 5-го, з 3 січня 1939 року — 3-го ескадрону 1-го дивізіону 2-го кінного полку. З вересня 1942 року — командир 12-ї роти 3-го дивізіону 24-го танкового полку 24-ї танкової дивізії.
В кінці січня 1943 року Гі-Бернгард був важко поранений мінометною міною в голову, від чого його мозок оголився і пульсував, а також отримав переломи обох ніг. За спогадами військового медика, який його лікував, Гі-Бернгард був поміщений в підвал, де утримували невиліковно поранених солдатів, і в маренні вигукував накази. Зрештою гауптман медичної служби доктор Рохолль добив Гі-Бернгарда уколом морфію.

## Звання
- Лейтенант (1 вересня 1938)
- Оберлейтенант (1 серпня 1940)
- Ротмістр (1 грудня 1942)

## Нагороди
- Залізний хрест 2-го і 1-го класу
- Нагрудний знак «За танкову атаку» в сріблі
- Медаль «За зимову кампанію на Сході 1941/42»
- Нагрудний знак «За поранення»
  - в чорному (серпень 1942) — за перше поранення.
  - в сріблі (січень 1943) — за 3 поранення (30 липня 1942; 29 серпня 1942 і січень 1943).
- Німецький хрест в золоті (29 серпня 1942)